# 尚德路站
尚德路站是浙江省宁波市建设中的一座地下城市轨道交通车站，属于宁波轨道交通7号线。车站计划于2026年底启用。

## 车站形制
尚德路站位于鄞州区邱隘镇盛莫路、万里路口北侧，沿盛莫路南北向布置。车站为地下二层岛式车站，长464.1米，宽18.3米，总建筑面积为23209平方米。

## 出口
尚德路站规划设置3个出口。